# Distrikt Palca (Lampa)
Der Distrikt Palca liegt in der Provinz Lampa in der Region Puno im Süden Perus. Der Distrikt wurde am 25. Oktober 1901 gegründet. Er besitzt eine Fläche von 495 km². Beim Zensus 2017 wurden 1930 Einwohner gezählt. Im Jahr 1993 lag die Einwohnerzahl bei 3081, im Jahr 2007 bei 3027. Sitz der Distriktverwaltung ist die 4020 m hoch gelegene Ortschaft Palca mit 712 Einwohnern (Stand 2017). Palca befindet sich 28 km westnordwestlich der Provinzhauptstadt Lampa.

## Geographische Lage
Der Distrikt Palca liegt im Andenhochland nordzentral in der Provinz Lampa. Die Längsausdehnung in Ost-West-Richtung beträgt knapp 33 km, die maximale Breite liegt bei 25 km. Entlang der südlichen Distriktgrenze verläuft ein Bergkette mit den Gipfeln Quilca, Jatun Pasto, Huayquera, San Luis, Milna Punta und San Carlos. Der Río Lampa (auch Río Palca) entwässert das Areal nach Osten.
Der Distrikt Palca grenzt im Westen an den Distrikt Ocuviri, im Norden an den Distrikt Vilavila, im Nordosten an die Distrikte Ayaviri (Provinz Melgar) und Pucará, im Osten an den Distrikt Lampa sowie im Süden und im Südwesten an den Distrikt Paratía.